# یورکی کاتاینن
 یورکی کاتاینِن  (انگلیسی: Jyrki Katainen؛ زاده ۱۴ اکتبر ۱۹۷۱) یک سیاست‌مدار اهل فنلاند است.